# Іванська Планина
Іванська Планина (Полонина) – гірський хребет, який розмежовує муніципалітети Хаджичі, Кон’їц та Крешево Федерації Боснії і Герцеговини. Гірських хребет є складовою частиною Динарських гір, він є природним кордоном між частинами країни Боснією і Герцеговиною. Найвища вершина гірського хребта сягає 1534 метри. 

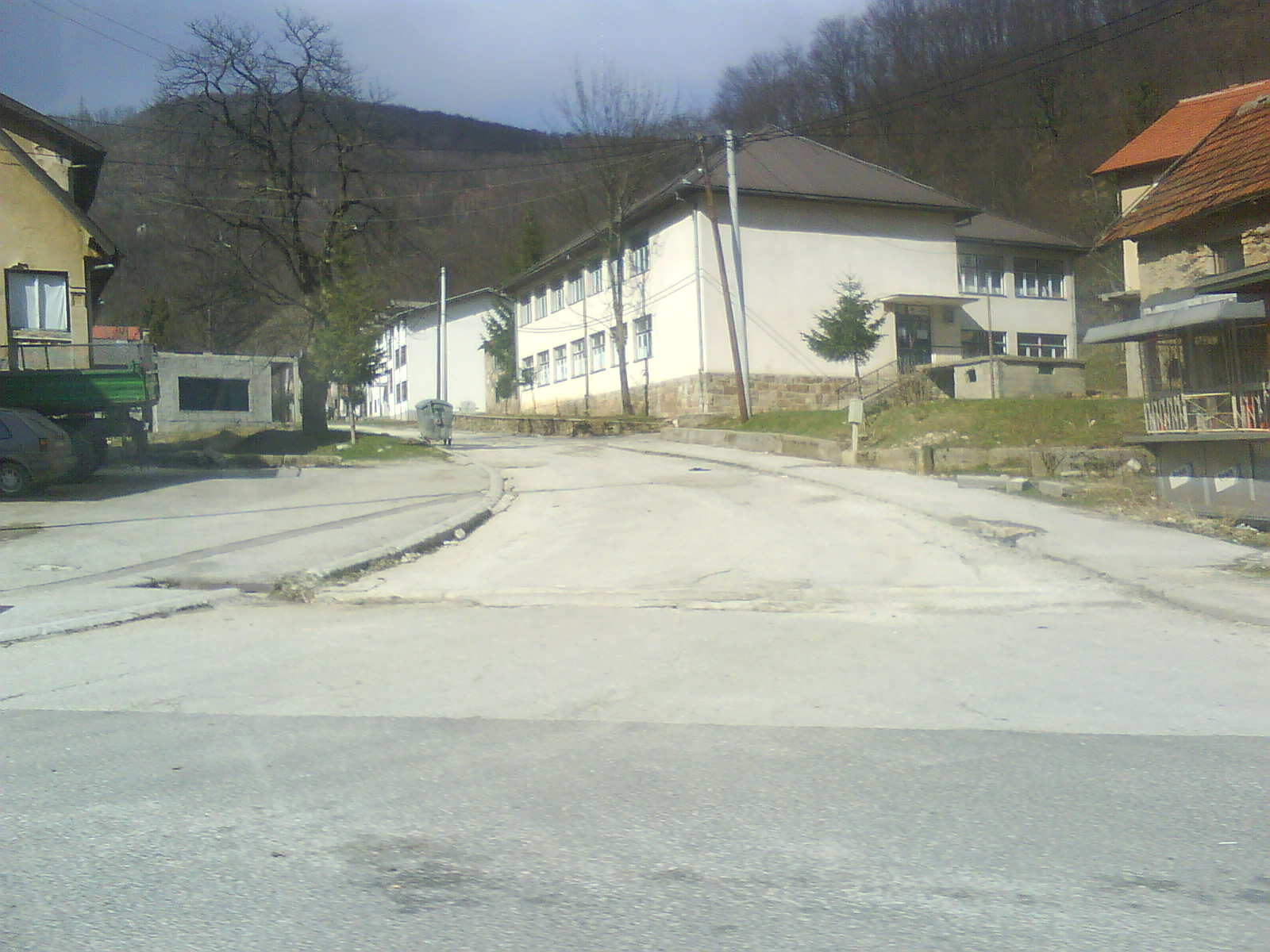
Брадина - одне із найбільших міст біля підніжжя Іванської Планини

Гірський хребет простягається з північного заходу на південний схід і є вододілом між басейнами Адріатичного і Чорного морів. Усі річки та струмки, які стікають з північних схилів хребта Іванська Планина, є притоками річки Босни, а потоки з південних схилів хребта впадають до басейну річки Неретви.
Хребет Іванська Планина вкритий різноманітною рослинністю, серед якої переважають ялицеві, смерекові та букові ліси.
| Гора | Це незавершена стаття про гірську вершину. Ви можете допомогти проєкту, виправивши або дописавши її. |